# Harry Rosenswärd
Otto Harry Rosenswärd (ur. 20 kwietnia 1882 w Karlskronie, zm. 16 lipca 1955 w Sztokholmie) – szwedzki żeglarz, olimpijczyk, zdobywca złotego medalu w regatach na Letnich Igrzyskach Olimpijskich w 1912 roku w Sztokholmie.
Na Letnich Igrzyskach Olimpijskich 1912 zdobył złoto w żeglarskiej klasie 10 metrów. Załogę jachtu Kitty tworzyli również Carl Hellström, Harald Wallin, Erik Wallerius, Herman Nyberg, Humbert Lundén, Paul Isberg i Filip Ericsson.